# Dreadzone
Dreadzone ist eine 1993 gegründete britische Band. Ihre Musik ist eine eklektische Mischung aus Dub, Reggae, Techno, Folk und Rock.
Seit der Gründung haben Dreadzone 6 Studioalben und diverse Live- und Compilationalben veröffentlicht. Größter Hit der Band war die 1995 veröffentlichte Single Little Britain, die im Vereinigten Königreich bis auf Platz 20 und in Deutschland bis auf Platz 63 der Single-Charts vorstieß.

## Geschichte
Die Band wurde 1993 von Greg „Dread“ Roberts, Schlagzeuger der Gruppe Big Audio Dynamite, und dem Musiker und Tontechniker Tim Bran gegründet. Roberts und Bran holten noch den Bassisten Leo Williams und den Keyboarder Dan Donovan in die Band.
Nach diversen Single-Veröffentlichungen wurde 1993 das erste Studioalbum 360° auf Creation Records veröffentlicht. Das zweite Album Second Light erschien 1995 beim Majorlabel Virgin Records. Im Januar 1996 hatten Dreadzone mit der Single Little Britain eine Chart-Hit im Vereinigten Königreich und in Deutschland. Im folgenden Jahr erschien das Album Biological Radio.
Für John Peel nahm Dreadzone zwischen 1993 und 2001 sechs Peel Sessions auf. Im Jahr 2000 trat MC Spee der Band bei. 2001 erschien das vierte Album Sound. Das fünfte Album Once Upon A Time folgte 2005. Am 26. Oktober 2006 verstarb Greg Roberts Bruder Steve, der als Gitarrist Dreadzone bei verschiedenen Live-Auftritten unterstützt hatte.
Im Jahr 2007 wurden Chris Compton und Chris Oldfield als neue Bandmitglieder bekanntgegeben. Im Jahr 2009 erschien das sechste Studioalbum Eye on the Horizon. 2011 erschien das Best-Of-Album The Best Of Dreadzone: The Good The Bad And The Dread.

## Diskografie

### Studioalben
- 1993: 360° (Creation Records)
- 1995: Second Light (Virgin)
- 1997: Biological Radio (Virgin)
- 2001: Sound (Rufflife UK Ltd.)
- 2005: Once Upon A Time (Functional Breaks)
- 2010: Eye On The Horizon (Dubwiser Records)
- 2017: Dread Times (Dubwiser Records)

### Livealben
- 2006: Live At Sunrise (Functional Breaks)

### Kompilationsalben
- 2001: The Radio One Sessions (Strange Fruit)
- 2008: Functional Dread (Functional Breaks)
- 2011: The Best Of Dreadzone: The Good The Bad And The Dread (Dubwiser Records)

### Singles & EPs
- 1993: The Warning (Creation Records)
- 1993: The Good The Bad And The Dread (Creation Records)
- 1993: Fight The Power (Totem Records)
- 1993: No Justice No Peace / Heart Of Darkness (Creation Records)
- 1994: Performance (Totem Records)
- 1994: Sounds From The House Of Dread (Cancan)
- 1995: Zion Youth (Virgin)
- 1995: Little Britain (Virgin)
- 1995: Maximum EP (Virgin)
- 1995: Captain Dread (Virgin)
- 1996: Life, Love & Unity (Virgin)
- 1997: Moving On (Virgin)
- 1997: Earth Angel (Virgin)
- 2000: Crazy Knowledge (Finger Lickin’ Records)
- 2001: Believing In It (Rufflife UK Ltd.)
- 2002: Dreadzone vs. Mafia Tone – The Warriors (Double Seven)
- 2005: King Dub Rock (In The Party) (Functional Breaks)
- 2005: Dubblestandart vs. Dreadzone – Dubblestandart vs. Dreadzone (Select Cuts)
- 2005: Once Upon A Time (In Jamaica) (Functional Breaks)
- 2005: Dreadzone / An-ten-nae vs. Bassnectar – Booty Line / California Sunrise (Functional Breaks)
- 2006: Lion Shirt (Functional Breaks)
- 2006: Elevate (Functional Breaks)
- 2007: Love The Life (Functional Breaks)
- 2007: Mashup The Dreadz / Straight To A Soundboy (Functional Breaks)
- 2010: Gangster (Dubwiser Records)